# Chief Santos
Il Chief Santos è una società calcistica di Tsumeb, città della Namibia. Milita nella prima divisione nazionale e ha sede a Tsumeb. Disputa le partite interne nello Stadio Oscar Norich (5.000 posti), situato nella zona centrale della città.

## Palmarès
- Campionati namibiani: 2

1993, 2003
- Coppa della Namibia: 4

1991, 1998, 1999, 2000

## Performance nelle competizioni CAF
- CAF Champions League: una partecipazione

1994
- Coppa CAF: una partecipazione

1997
- Coppa delle Coppe d'Africa:due partecipazioni

1993, 2000

## Giocatori celebri
- Mohammed Ouseb
- Rodney Doeseb
- Augustinus Mokoya
- Petrus Shitembi